# 木村由貴子
木村 由貴子（きむら ゆきこ、1952年 - ）は、日本の元女優。本名同じ。
茨城県水戸市出身。1972年当時は東横学園女子短期大学に在籍していた。

## 人物
小学時代よりバレエを習い、中学3年時に東宝のニュータレント募集に応募して合格。
1970年、大成女子高等学校から東横学園高校（現・東京都市大学等々力高等学校）に編入して1971年に東横学園高校を卒業。
1971年公開の映画『激動の昭和史 沖縄決戦』では、ひめゆり学徒隊の一人を演じる。
1972年、讀賣テレビ放送のテレビドラマ『細うで繁盛記』に旅館の中居・戸川役でレギュラー出演。当時の紹介記事では「教えられたことをただただ夢中でやっているだけです」と述べており、これからの抱負として「23歳まで泥まみれになり頑張ってみたい」と述べている。
『細うで繁盛記』終了後は、テレビドラマ『ボクは女学生』（1973年）などに出演した。

## 出演

### 映画
- 水戸黄門漫遊記（1969年、東宝） ‐ 娘役者
- 柔の星（1970年、国際プロデュース） ‐ 吉村映子
- 昭和ひとけた社長対ふたけた社員（1971年、東宝） ‐ 松本ユリ子 
  - 昭和ひとけた社長対ふたけた社員 月月火水木金金（1971年、東宝） ‐ 松本ユリ子
- 激動の昭和史 沖縄決戦（1971年、東宝） ‐ 嘉数ヤス[2]
- 高校生無頼控（1972年、国際放映） ‐ 山村静

### テレビドラマ
- 細うで繁盛記（1972年、YTV） ‐ 戸川
- 決めろ!フィニッシュ（1972年、TBS） ‐ 体操部員
- 泣くな青春（1972年 - 1973年、CX） ‐ 新城文子
- 剣客商売（1973年、CX） ‐ おぬい
- 太陽にほえろ! 第53話「ジーパン刑事登場!」（1973年、NTV） ‐ 山本の娘
- ボクは女学生（1973年 - 1974年、CX）
- ボクは恋人（1974年、CX）

## CM
- ハウス食品 - ハウスミルクセーキ（1969年）[3]